# Cucullia xeranthemi
Cucullia xeranthemi är en fjärilsart som beskrevs av Jean Baptiste Boisduval 1840. Cucullia xeranthemi ingår i släktet Cucullia och familjen nattflyn. Inga underarter finns listade i Catalogue of Life.